# محمد علي عزمت حبشت
محمد علي عزمت حابشت (سطاس) وُلد الزعيم محمد علي عزمت حابشت (سطاس) في قرية العدنانية التابعة لـ محافظة القنيطرة عام 1900م ودرس الابتدائية في القنيطرة وتخرج بعد ذلك من المدرسة الصلاحية في مدينة القدس بفلسطين السليبة.[بحاجة لمصدر]

## العمل
عمل مدرسا لمدة عامين ثم انتسب لمدرسة ضباط الدرك في بيروت عام 1919م وتخرج منها برتبة مرشّح خيال.
وكان له شرف الخدمة في معظم محافظات القطر السوري واستلم قيادة الدرك في عدة محافظات ثم تدرج بالرتب إلى رتبة الزعيم(العميد) وعُيّن قائدا عاما للدرك في الجمهورية العربية السورية وظلّ في منصبه إلى ان استقال منه في عام 1952م.[بحاجة لمصدر]
من مواقفه الوطنية تصدّيه للـالجنرال الفرنسي كونت كلار المرابط في لبنان عندما حاول الدخول من لبنان إلى الساحل السوري ووجّه له إنذارا حازما بصفته قائد درك اللواء الخامس السوري للعودة من حيث اتى وعدم اجتياز الحدودالسورية في عام 1946م.[بحاجة لمصدر]
كما نجح في اطفاء الكثير من الفتن الداخلية التي كانت السلطات الفرنسية تثيرها في منطقة مصياف عامي 1937و1938م ووكذلك في مدينة طرطوس و منطقة الجزيرة.
ويُذكر له أنّه مزّق العلم الفرنسي في ساحة الحكومة في مدينة اللاذقية وتعرض نتيجة ذلك للتهديد من قِبل سلطات الانتداب الفرنسي بتقديمه لمحاكمة عسكرية.
شارك في حرب فلسطين عام 1948م ضد المحتلين الصهاينة حيث عمل على إعداد المجاهدين ومتطلباتهم للجهاد ضد العدو الصهيوني المحتل.[بحاجة لمصدر]
كما أنه قاد قوة الدرك السوري إلى قرية طوبا المحتلة وحررّها في 5 حزيران 1948م كما حرّر مركز الخنزير وقرى المداحل والمنصورة والعابسية بتاريخ 10حزيران 1948 م.[بحاجة لمصدر]
بذل جهودا كبيرة مستمرة في تطوير الدرك السوري وادائه حيث ادخل الرياضة كمتطلب إجباري لتدريب افراد الدرك السوريين مما زاد من كفائتهم واسّس من الدرك السوري فرقا رياضية في كرة القدم والسلة والفروسية والجمباز والجري والملاكمة والسباحة والقفز وغيرها كما اصلح نظام السجون وجعلها مراكز إصلاح وتهذيب.
أما في مجال الخدمة الاجتماعية فكان الزعيم محمد علي عزمت من أوائل من تنادوا لتأسيس الجمعية الخيرية الشركسية (جمعية المقاصد الخيرية) في دمشق لتكون عونا لأسر مئات الشهداء الشراكسة في حرب فلسطين وذويهم وكان عضوا في أول مجلس إدارة للجمعية بتاريخ 12 ايلول 1948م.
وكان من الروادالمساهمين في عقد الاجتماع الشركسي الشعبي العام في مدرسة قرية العدنانية في حزيران 1950 م للاتفاق على تحديد المهر بين الشراكسة حيث التزم الجميع بهذا الاتفاق مما شجع الشباب للإقبال على الزواج.

## وفاته
ارتحل من الجولان إلى مدينة دمشق بعد الاحتلال الإسرائيلي للجولان في عام 1967 م وتوفي في تاريخ 19 تشرين ثاني 1969م.

## وصلات داخلية
- شركس